# Verb impersonal
Un verb impersonal és aquell que no té subjecte, és a dir, designa una situació sense atribuir-la a cap persona determinada. Són verbs que es conjuguen en la tercera persona del singular.
Cal no confondre les oracions impersonals o amb verb impersonal amb les oracions amb subjecte el·líptic. Així, mentre que les primeres no tenen subjecte, les segones en tenen, malgrat que no el manifesten explícitament, sinó que se sobreentén.
Hi ha diversos tipus de verbs impersonals:
1. Els verbs que es refereixen a fenòmens meteorològics, com ara "nevar", "tronar" o "ploure" (Ahir nevava, Ha plogut a bots i a barrals).
2. El verb "fer" referit a fenòmens del temps (Fa calor en aquesta ciutat, Feia un fred que pelava).
3. El verb "haver-hi" (Hi ha molta gent, Hi havia una festa al poble, Hi ha una poma verda a sobre de la taula).
4. Construccions amb la partícula ''ésser'', "es", "hom", etc., quan es pretén intencionadament ocultar el subjecte (Es creu en la seva solvència, Hom opina que ho va fer).